# Фаетон (кузов)

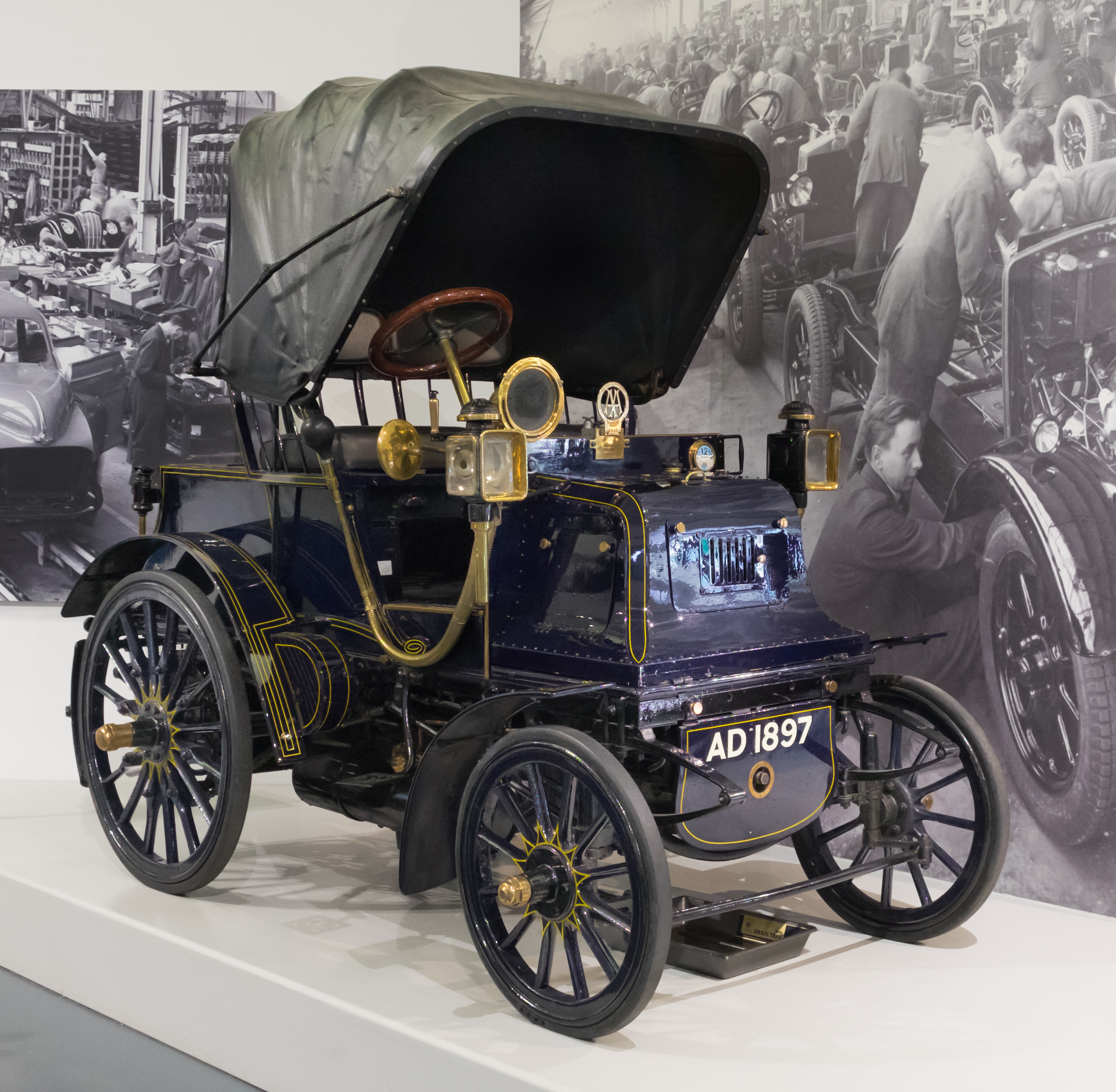
Daimler графтон фаетон 1897 року.

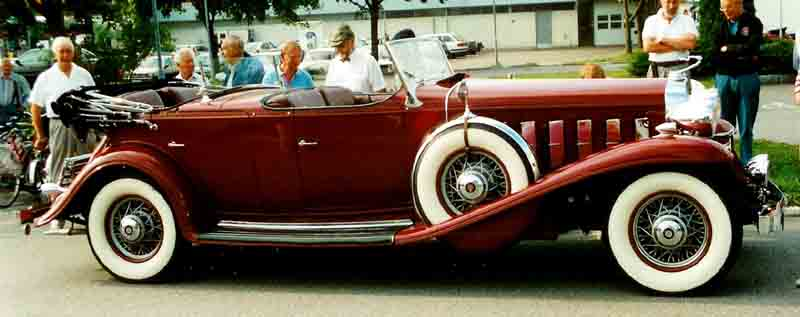
Двокапотний Cadillac V16 1932 фаетон.

Фаетон — це стиль відкритого автомобіля без будь-якого фіксованого захисту від негоди, який був популярний з 1900-х до 1930-х років. Це автомобільний еквівалент швидкого, легкого фаетона, запряженого кіньми.
Популярним стилем у США з середини 1920-х років і до першої половини 1930-х років був фаетон із подвійним капотом, з капотом, який відокремлював задніх пасажирів від водія та переднього пасажира.
Фаетон втратив прихильність, коли закриті автомобілі та кабріолети стали широко доступними в 1930-х роках. Згодом термін «фаетон» став настільки широким і вільним, що практично будь-який транспортний засіб з двома осями та рядом або рядами сидінь поперек кузова можна було назвати фаетоном. Кабріолети та хардтопи без стійок іноді продавалися як «фаетони» після того, як фактичні фаетони були виведені з виробництва.